# 能取村
能取村（のとろむら）は、かつて北海道網走郡に存在した村である。

## 沿革
- 1902年（明治35年）4月1日 - 北海道二級町村制施行により網走郡能取村、最寄村が合併し、能取村が発足。
- 1915年（大正4年）4月1日 - 網走郡網走町に編入。